# Rakovice
Rakovice je naseljeno mjesto u okrugu Piešťany u Trnavskom kraju u Slovačkoj.

## Stanovništvo
| Godina:     | 1993. | 2003.   | 2013.   | 2023.    |
| ----------- | ----- | ------- | ------- | -------- |
| Broj ljudi: | 462   | 499     | 548     | 631      |
| Razlika:    |       | +8,00 % | +9,81 % | +15,14 % |

| Godina:     | 2022. | 2023.   |
| ----------- | ----- | ------- |
| Broj ljudi: | 626   | 631     |
| Razlika:    |       | +0,79 % |

Prema podacima o broju stanovnika iz 2023. godine naselje je imalo 631 stanovnika.

## Vanjske poveznice
|  | Zajednički poslužitelj ima još gradiva o temi Rakovice |

- Službena stranica naselja (sl.)